# Kerry Hore

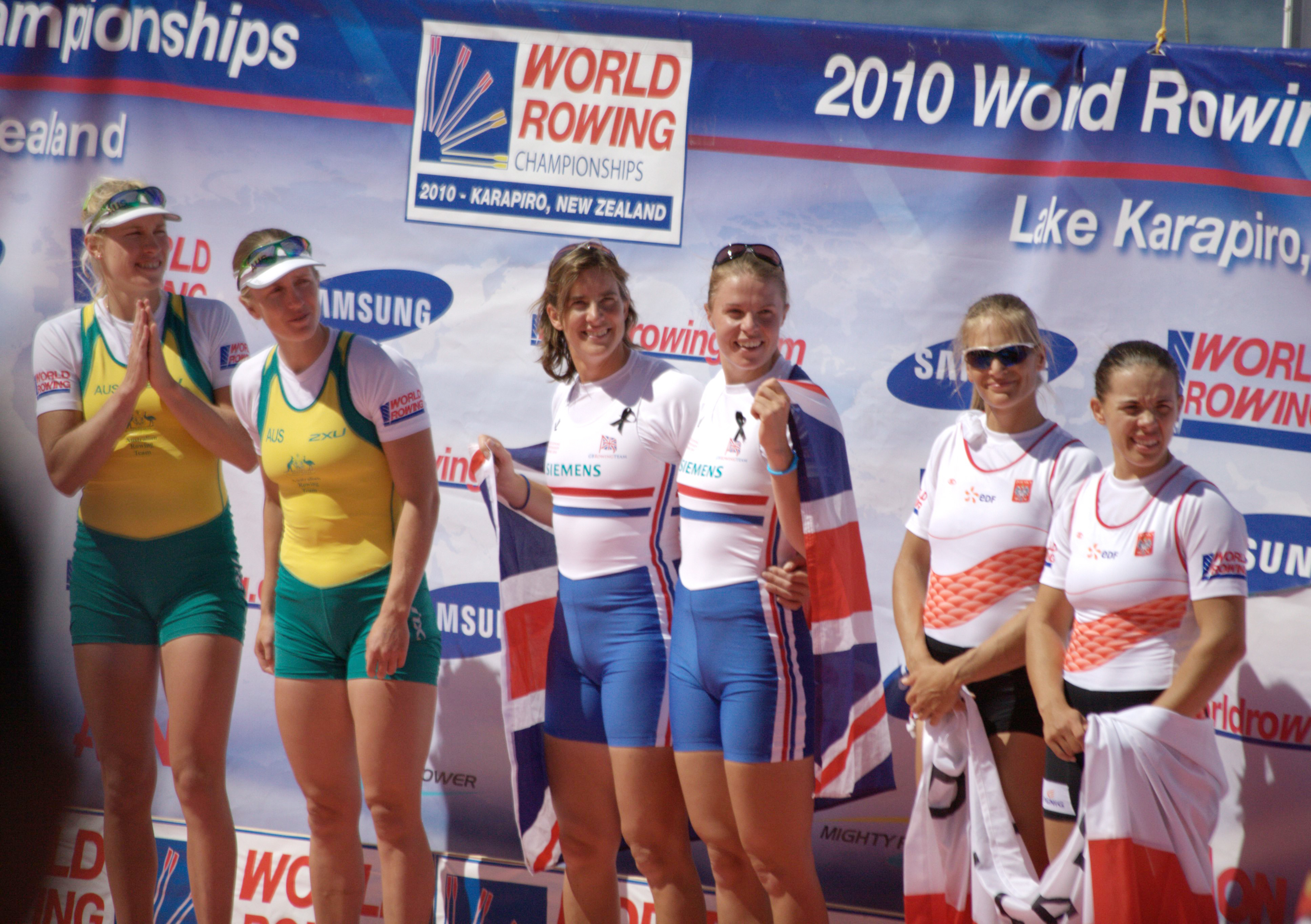
Kerry Hore (2.v.l.) bei der Siegerehrung der WM 2010

Kerry Hore (* 3. Juli 1981 in Hobart) ist eine australische Ruderin, die 2004 eine olympische Bronzemedaille im Doppelvierer gewann.

## Sportliche Karriere
Kerry Hore debütierte 2002 als Einer-Ruderin im Ruder-Weltcup und belegte in Luzern den 14. Platz. Bei den U23-Weltmeisterschaften 2002 ruderte sie im Einer auf den achten Platz. 2003 wechselte sie in den Doppelvierer und gewann in dieser Bootsklasse beim Weltcup in Luzern. Bei den Weltmeisterschaften 2003 in Mailand erhielten Jane Robinson, Dana Faletic, Kerry Hore und Amber Bradley die Goldmedaille. Ein Jahr später bei den Olympischen Spielen 2004 belegte der australische Doppelvierer mit Faletic, Rebecca Sattin, Kerry Hore und Amber Bradley den vierten Platz hinter den Deutschen, den Britinnen und den Ukrainerinnen. Nachdem die Ukrainerin Olena Olefirenko wegen Dopings disqualifiziert wurde, rückten die Australierinnen auf und erhielten die Bronzemedaille zugesprochen.
2005 trat Kerry Hore bei den Weltmeisterschaften im Einer an und belegte den siebten Platz. 2007 in München starteten Kerry Hore und Amber Bradley im Doppelzweier und platzierten sich als Neunte. 2008 kehrten beide in den Doppelvierer zurück. Bei den Olympischen Spielen 2008 belegte der australische Doppelvierer mit Zoe Uphill, Amber Bradley, Kerry Hore und Amy Clay den sechsten Platz. 
Nach einem Jahr Pause trat Kerry Hore bei den Weltmeisterschaften 2010 in zwei Bootsklassen an. Im Doppelzweier gewann sie zusammen mit Kim Crow die Silbermedaille hinter den Britinnen. Der Doppelvierer mit Kerry Hore, Brooke Pratley, Kim Crow und Sally Kehoe belegte mit viereinhalb Sekunden Rückstand auf die Drittplatzierten den vierten Rang. 2011 siegten im Doppelzweier bei den Weltmeisterschaften in Bled wie im Vorjahr die Britinnen Anna Watkins und Katherine Grainger vor Kerry Hore und Kim Crow. Bei ihrer dritten Olympiateilnahme 2012 auf dem Dorney Lake in Eton ruderte Kerry Hore wieder im Doppelvierer. Zusammen mit Amy Clay, Dana Faletic und Pauline Frasca belegte sie den vierten Platz mit einer Sekunde Rückstand auf die Bronzemedaille.
Auch nach den Olympischen Spielen 2012 machte Kerry Hore ein Jahr Pause, kehrte aber 2014 in den Doppelvierer zurück. In der Besetzung Jessica Hall, Kerry Hore, Madeleine Edmunds und Jennifer Cleary erreichte der australische Doppelvierer auch bei den Weltmeisterschaften 2014 den vierten Rang. Ein Jahr später belegte der australische Doppelvierer in der gleichen Besetzung den fünften Platz bei den Weltmeisterschaften 2015. 2016 belegten die Australierinnen den siebten Platz bei den Olympischen Spielen. 
Die 1,83 m große Kerry Hore rudert für den tasmanischen New Norfolk Rowing Club.